# Hemtjärnen (Los socken, Hälsingland, 682744-147072)
Hemtjärnen är en sjö i Ljusdals kommun i Hälsingland och ingår i Ljusnans huvudavrinningsområde.